# Espresso Logic
Espresso Logic – studyjny album Chrisa Rei, wydany w 1993 roku. Amerykańska wersja albumu zawierała inną listę utworów i obejmowała także 2 nagrania - "God’s Great Banana Skin" i "Miles Is A Cigarette" - z poprzedniej płyty gitarzysty God’s Great Banana Skin (która nie ukazała się w USA) oraz piosenkę "If You Were Me" nagraną w duecie z Eltonem Johnem na jego płytę "Duets". Także okładka wersji amerykańskiej różniła się od pozostałych.

## Lista utworów
1. "Espresso" - 6:55
2. "Red" - 5:29
3. "Soup Of The Day" - 3:49
4. "Johnny Needs A Fast Car" - 6:38
5. "Between The Devil And The Deep Blue Sea" - 4:50
6. "Julia" - 3:57
7. "Summer Love" - 4:08
8. "New Way" - 3:37
9. "Stop" - 5:10
10. "She Closed Her Eyes" - 3:56

## Amerykańska lista utworów
Wszystkie utwory autorstwa Chrisa Rei, z wyjątkiem 4. "If You Were Me", którego autorem i współwykonawcą był Elton John.
1. "Espresso" - 6:55
2. "Julia" - 3:57
3. "Soup of the Day" - 3:49
4. "If You Were Me" (z Eltonem Johnem) – 4:23
5. "Johnny Needs a Fast Car" - 6:34
6. "Between the Devil and the Deep Blue Sea" - 4:50
7. "Miles is a Cigarette" - 3:21
8. "Summer Love" - 4:08
9. "God’s Great Banana Skin" - 5:18
10. "Stop" - 5:10
11. "She Closed Her Eyes" - 3:56